# Giovani Carlos Caldas Barroca
Giovani Carlos Caldas Barroca (ur. 14 lutego 1969 w Brasílii) – brazylijski duchowny rzymskokatolicki, biskup diecezjalny Uruaçu od 2020.

## Życiorys
Giovani Carlos Caldas Barroca urodził się 14 lutego 1969 w Brasília w Dystrykcie Federalny. Ukończył studia filozoficzne i teologiczne w seminarium duchownym Nossa Senhora de Fátima Archidiecezji Brasília (1988–1994). Święcenia prezbiteratu przyjął 3 grudnia 1994.
Po święceniach pełnił kolejno następujące funkcję: koordynator sektora duszpasterskiego; profesor w seminarium archidiecezjalnym; proboszcz parafii św. Michała Archanioła w Recanto das Emas; wikariusz biskupi Wikariatu Wschodniego Archidiecezji; członek Rad: Kapłanskiej, Duszpasterskiej oraz Biskupiej.
17 czerwca 2020 papież Franciszek prekonizował go biskupem diecezjalnym Uruaçu. Święcenia biskupie otrzymał 5 września 2020 w katedrze Matki Bożej z Aparecidy w Brasílii. Głównym konsekratorem był kardynał Sérgio da Rocha – arcybiskup metropolita São Salvador da Bahia, któremu asystowali biskupi pomocniczy: José Aparecido Gonçalves de Almeida i Marcony Vinícius Ferreira. Ingres do katedry Niepokalanego Serca Maryi w Uruaçu, w trakcie którego kanonicznie objął urząd, odbył 12 września 2020.